# Oberholz (Mittelfranken)
Das Oberholz ist ein zusammenhängendes Waldgebiet südlich von Langenaltheim, einer Gemeinde im mittelfränkischen Landkreis Weißenburg-Gunzenhausen. Der Wald war bis zur Gemeindegebietsreform in Bayern ein Gemeindefreies Gebiet.
Er befindet sich im äußersten Süden des Landkreises Weißenburg-Gunzenhausen im südlichsten Punkt Frankens und nahe dem westlichsten Punkt Oberbayerns. Die Grenze zum schwäbischen Landkreis Donau-Ries und zum oberbayerischen Landkreis Eichstätt führt teilweise durch das Waldgebiet. Im Süden des Waldes, im Röglinger Tal, markiert eine Stele das Dreiländereck zwischen Oberbayern, Schwaben und Mittelfranken. Im Süden fließt im Winter aufgrund seiner größeren Wassermenge die Gailach vorbei. In den Sommermonaten versickert das Wasser auf Höhe Warching. Das Waldgebiet liegt inmitten des Naturparks Altmühltal in einem Landschaftsschutzgebiet. Das Gelände des Waldes ist gebirgig; das Waldgebiet liegt in der Fränkischen Alb am Übergang der Weißenburger Alb in die Monheimer und Eichstätter Alb. Das Oberholz wird von einigen Flurwegen durchzogen.